# خزرشهر
شهرک خَزَر شهر یک شهرک ساحلی در استان مازندران و در شهر فریدونکنار است.
خَزَر شهر از برند ترین و ثروتمند ترین شهرک های شمال کشور است، خزرشهر در کنار امیردشت دو تا از پولدار ترین شهرک های مازندران هستند.
این شهرک در کیلومتر ۶ جاده بابلسر به فریدونکنار قرار دارد. خزرشهر شامل دو بخش خزرشهر شمالی و خزرشهر جنوبی است. خزرشهر شمالی سمت دریا و خزرشهر جنوبی دقیقاً روبروی خزرشهر شمالی در آن سوی جاده مابین بابلسر و فریدونکنار قرار دارد. خزرشهر، دریاکنار و خانه دریا سه شهرک ویلایی در مازندران هستند که اکثر مالکین آن بومی نیستند و ایام تعطیل شلوغ و در سایر ایام خلوت هستند. همچنین امکان ورود به‌ شهرک صرفاً از طریق هماهنگی با مالک و داشتن کارت ورود امکان‌پذیر است.
خزرشهر به علت گردشگری بودن در حاشیه جاده اصلی خود دارای فروشگاه‌ها و مراکز خرید برند متعددی است که این شهرک با چسبیده بودن به جاده اصلی، ساده‌ترین دسترسی را برای ساکنین به مناطق ذکر شده فراهم می‌آورد. با این حال به علت موقعیت مکانی مناسب شهرک، فاصله تا دریا نیز بسیار کم بوده و به راحتی می‌توان از طبیعت و امکانات ساحلی شمال برخوردار شد.
خزرشهر شمالی دارای خیابان‌های ساحلی است و مثل شهرک‌های دیگر در فصل تابستان و عید شلوغ و در پاییز و زمستان خلوت‌تر است. امکانات رفاهی آن کامل است، دارای پارک، زمین بازی (۲ زمین تنیس آسفالت، یک زمین والیبال و یک زمین فوتبال و ۲ حلقه بسکتبال)، فضای سبز کیفی عالی، کافی شاپ و… است.
خزرشهر جنوبی با یک پل عابر پیاده به قسمت شمالی متصل است. خزرشهر شمالی دارای یک ساحل زیبا (معروف به سی ساید، Sea Side) است که در این قسمت ساحلی بیشتر رستوران‌ها و کافه‌ها وجود دارند.
ورود به شهرک خزرشهر نیازمند کارت ورود است و برای عموم آزاد نیست و تنها مالکان یا مهمانان آنان با هماهنگی آنان امکان ورود دارند.

## تاریخچه
خزرشهر از اولین شهرک‌هایی است که در حاشیه دریای خزر پس از شهرک دریاکنار پیش از انقلاب ساخته شده‌است. پس از افتتاح جاده هراز در اوایل دهه چهل شمسی با توجه به نزدیکی استان مازندران به تهران، شهرک دریاکنار در بابلسر و در ساحل دریای خزر تأسیس شد. به دلیل استقبال مردم، فکر احداث شهرکی دیگر در همان حوالی در ذهن مشاورین اشرف پهلوی به وجود آمد و اولین قدم‌ها برای تعیین مکان مناسب با همان مشخصات دریاکنار برداشته شد و شهرکی بنام شهرک خزرشهر نامگذاری شد و از سال ۱۳۴۲ اولین کلنگ شهرک و پیاده کردن نقشه آن و تفکیک قطعات آغاز و اجرا گردید. همایون صنعتی زاده از بنیان‌گذاران اصلی خزرشهر است.